# Oxynoemacheilus samanticus
Oxynoemacheilus samanticus és una espècie de peix pertanyent a la família dels balitòrids i a l'ordre dels cipriniformes.

## Etimologia
L'epítet samanticus fa referència a un dels seus llocs d'origen: la conca del riu Samanti o Zamanti.

## Descripció
Fa 5,1 cm de llargària màxima.

## Hàbitat i distribució geogràfica
És un peix d'aigua dolça, demersal i de clima subtropical, el qual viu a Turquia: la conca del riu Kızılırmak (conca de la mar Negra), el riu Zamantı (una capçalera del riu Seyhan a la conca mediterrània) i les capçaleres del riu Eufrates a prop de la divisòria d'aigües amb el riu Kızılırmak abans esmentat. Prefereix els corrents ràpids dels rierols i rius amb substrat de grava.

## Observacions
És inofensiu per als humans, el seu índex de vulnerabilitat és baix (13 de 100) i la seua principal amenaça és la construcció de preses (no pot viure ni en embassaments ni, tampoc, en aigües avall perquè no resisteix les crescudes generades per a produir l'energia hidroelèctrica).